# Sebastira
Sebastira is een geslacht van spinnen uit de familie springspinnen (Salticidae).

## Soorten
De volgende soorten zijn bij het geslacht ingedeeld:
- Sebastira instrata Simon, 1901
- Sebastira plana Chickering, 1946